# Сфагнум майжеоднобокий
Сфагнум майжеоднобокий (Sphagnum subsecundum) — вид мохів порядку торфовикальних (Sphagnales).

## Поширення
Батьківщиною є Європа, Північна Америка, Південна Америка, Азія, Нова Гвінея, Австралія, Нова Зеландія.
Росте у водно-болотних угіддях.

## Характеристика
Рослини дрібні, стрункі, часто жилаві; зеленого, жовто-коричневого або золотисто-коричневого забарвлення. Стебла від світло-коричневого до темно-коричневого кольору. Стеблові листки тригранно-язичкові, 0,8 мм і менше. Гілки часто короткі і тупі. Листки гілок широкояйцеподібні. Вид дводомний. Спори 30–35 мкм; дрібно папілозний на обох поверхнях, є чітка роздвоєна Y-подібна скульптура на дистальній поверхні